# مبادلة للاستثمار
شركة مبادلة للتنمية هي شركة مساهمة عامة مملوكة بالكامل من قبل حكومة أبوظبي، بدولة الإمارات العربية المتحدة. تهدف الشركة على الاستثمار في الشركات من أجل تحقيق الأرباح لإمارة أبو ظبي، وذلك بإنشاء وتأسيس الشركات والمؤسسات وأيضا من خلال حيازة أو تملك حصص في الشركات بداخل أو خارج الإمارات. وتعتبر شركة مبادلة للتنمية هي ثاني أكبر صندوق حكومي في أبو ظبي، بعد جهاز أبو ظبي للاستثمار.
وتتنوع الحقيبة الاستثمارية للشركة، فهي تستثمر عالميا في كل من القطاع الصناعي والتجاري. وقد قامت الشركة باستثمارات كبيرة في كل من قطاع الصناعات الثقيلة، والطاقة، والاتصالات، والبنية التحتية والطيران. أبرز هذه الاستثمارات تمت في الإمارات، والدول العربية، وسويسرا، وإيطاليا، ونيجيريا وهولندا.

## نظام الشركة
كانت شركة مبادلة أحد المستفيدين من الانهيار المفاجئ لإمبراطورية باتيستا قطب الأعمال البرازيلي، حيث نجح الصندوق في الاستحواذ على عدد من الأصول الرخيصة التي كانت مملوكة له بما في ذلك فندق «هوتيل غلوريا» في ريو دي جانيرو، والحصول على حصص في 4 شركات كبرى متخصصة في التعدين وإنتاج النفط والفحم، وفي خلال سنوات قليلة، كان الصندوق يمتلك بالفعل استثمارات كبرى في قطاعات الطيران والزراعة والرعاية الصحية والألمنيوم وإنتاج النفط والغاز وتنقية المياه ورقائق الحاسوب، وهو ما أغرى السلطات الإماراتية لتوسعة المحفظة الاستثمارية للصندوق ومنحه أدوارا أكبر في رؤية البلاد الاقتصادية، عبر دمج شركة مبادلة للتنمية مع شركة الاستثمارات البترولية الدولية «إيبيك» (IPIC) تحت مظلة شركة قابضة واحدة هي مبادلة للاستثمار، حيث يتولى خلدون المبارك منصب الرئيس التنفيذي للشركة القابضة الجديدة.
تتوزع أعمال الشركة على مجموعتين، مجموعة عملية وأخرى إدارية. تتضمن المجموعة العملية ست وحدات يقمن بالأعمال الاستثمارية للشركة وهن:
- وحدة المقتنيات
- وحدة التكنولوجيا والطيران
- وحدة الطاقة والصناعة
- وحدة الطب
- وحدة البنية التحتية والخدمات
- وحدة العقار

مجموعة الشؤون المالية والإدارية وهي المجموعة الثانية فهي تتضمن كل الإدارات التي تقوم بالأعمال المالية والقانونية والخدمات الإدارية اللازمة للشركة.

## أصول الشركة وعائداتها
تجاوزت قيمة أصول شركة مبادلة للاستثمار تريليون درهم (276 مليار دولار)لعام 2022 وعام 2023 كذلك متفوقة بمحفظتها الاستثمارية على المؤشرات العالمية.وقد حققت عائدات بقيمة 106 مليارات درهم (29 مليار دولار) في نفس العام

## شركات مبادلة المتخصصة
تتنوع شركات مبادلة للتنمية في العديد من القطاعات الاستثمارية ومنها:
- أشباه الموصلات
- الاستثمارات
- البنية التحتية
- التطوير العقاري
- الخدمات المالية
- الرعاية الصحية
- الطاقة المتجددة
- المرافق
- المعادن والتعدين
- النفط والغاز
- النقل والخدمات اللوجستية
- تكنولوجيا المعلومات
- صناعة الطيران
- الذكاء الاصطناعي[7]

### أشباه الموصلات
شركة غلوبل فاوندريز"، الشركة المملوكة بالكامل من قبل مبادلة، ثاني أكبر شركة لإنتاج أشباه الموصلات في العالم، حيث يعمل لديها ما يزيد عن 13,000 موظف، وتغطي عملياتها ثلاث قارات.

### الاستثمارات
يتم الاستثمار في جميع مجالات رأس المال ضمن محفظة متنوعة من الأوراق المالية والأسهم للشركات العالمية العامة والخاصة، وتتبع نهجاً استثمارياً يقوم على القيمة، مع التركيز على خلق القيمة على المدى البعيد ومن تلك الاستثمارات:
- إي إم أي
- الأجهزة الدقيقة المتقدمة (ايه إم دي)
- الدار
- جنرال إلكتريك
- ريليتد
- صندوق مبادلة للبنى التحتية
- فيرنو كابيتال
- مجموعة «إي بي إكس»
- مجموعة رين
- مجموعة كارلايل

في مايو 2023، وافقت مبادلة على شراء حصة أغلبية في مجموعة فورت الاستثمارية ومقرها نيويورك من مجموعة سوفت بنك اليابانية. كان من المقرر إغلاق عملية الاستحواذ البالغة 3 مليارات دولار في الربع الأول من عام 2024. ومع ذلك، فإن الصفقة التي من شأنها أن تمنح مبادلة حصصا بنسبة 70 ٪ في فور تريس كانت تخضع للتدقيق من قبل ضباط الأمن القومي الأمريكي. والصفقة، أثارت مخاوف للولايات المتحدة بشأن علاقات الإمارات مع الصين، تخضع للمراجعة عن كثب من قبل لجنة الاستثمار الأجنبي في الولايات المتحدة.,
في عام 2016 أصبحت مبادلة أكبر مساهم خارجي في إنفستكورب، بعد الاستحواذ على حصص بنسبة 20 ٪ في الشركة البحرينية. في عام 2023، تعرض وزير سابق في المملكة المتحدة، جيري جريمستون، لانتقادات بسبب إجرائه وعدم إعلانه عن 13 اجتماعا مع مبادلة وخلدون المبارك، بعد حصوله على منصب مستشار ورئيس صندوق المناخ المخطط له في إنفستكورب. في مارس 2021، أنهى جريمستون صفقة بين المملكة المتحدة ومبادلة، مما سمح لها بالإشراف على استثمار حوالي 10 مليارات دولار في المملكة المتحدة من الإمارات العربية المتحدة. وقالت روز ويفن، مسؤولة أبحاث كبيرة في منظمة الشفافية الدولية في المملكة المتحدة، إنه إذا كان الوزير يعمل لصالح شركة ويلتقي بمساهمها عدة مرات أثناء وجوده في منصبه، فيجب إعلانه أو تقييمه قبل الموافقة عليه.في74 أبريل 2025، أعلنت شركة مبادلة للاستثمار، وهي أحد الصناديق السيادية التابعة لإمارة أبوظبي، عن موافقتها على الاستحواذ على حصة أقلية في شركة "نورد أنجليا إديوكيشن" (Nord Anglia Education) المتخصصة في التعليم الدولي، وذلك بقيمة 600 مليون دولار أمريكي. جاء ذلك وفق بيان نُشر عبر وكالة الأنباء الإماراتية الرسمية.

### العقارات والبنية التحتية
- مربعة سوق أبوظبي العالمي [14]
- جزيرة الماريه
- اسكندر القابضة
- جامعة السوربون باريس – أبوظبي
- روزوود أبوظبي
- الغاليريا
- جامعة الإمارات
- مجموعة فايسروي للفنادق
- فايسروي المالديف
- مدينة زايد الرياضية
- جامعة زايد أبوظبي

### الخدمات الدفاعية
- المركز العسكري المتقدم للصيانة والإصلاح والعمرة [15]
- شركة الإمارات للصناعات العسكرية

### الخدمات المالية
تستثمر مبادلة في جميع مجالات رأس المال ضمن محفظة متنوعة من الأوراق المالية والأسهم للشركات العالمية العامة والخاصة 
- أبوظبي للتمويل
- شركة مرافئ أبوظبي
- الأجهزة الدقيقة المتقدمة (ايه إم دي)
- شركة الدار القابضة
- دنيا للتمويل
- مجموعة إي بي إكس
- إي إم أي
- جنرال إلكتريك
- ليسبلان الإمارات
- ميسيرو إنفستمنت مانجمنت بارتنرز
- مبادلة جي إي كابيتال
- صندوق مبادلة للبنى التحتية
- ريليتد
- مجموعة كارلايل
- مجموعة رين
- فيرنو كابيتال

### الرعاية الصحية
- شركة إم 42 "M42"، وهي شركة رعاية صحية متكاملة مدعومة بالذكاء الاصطناعي تعد الأولى من نوعها.[7]

### الطاقة المتجددة
- مصفوفة لندن
- مدينة مصدر
- شمس 1
- تيرسول للطاقة

### المرافق
- مشروع محطة الرسيل المستقل للطاقة
- مشروع بركاء 2 المستقل للمياه والطاقة
- شركة كهرباء حجرة النوس
- تبريد

### النفط والغاز
- النفط والغاز مبادلة للبترول والتي تم انشاؤها 2012 [17]
- دولفين للطاقة
- الإمارات للغاز الطبيعي المسال
- «حقل نفط الياسمين»
- مخيزنة
- حقل الغاز روبي
- تطوير

### تكنولوجيا المعلومات
أبرز الإستثمارات في قطاع تكنولوجيا المعلومات والاتصالات في شركة مبادلة:
- إنجازات لنظم البيانات: تأسست شركة إنجازات لنظم البيانات في 2005 كمزودٍ رائدٍ لخدمات تكنولوجيا المعلومات ونظم سير العمل. وتقدمالخدمات بما في ذلك وضع الاستراتيجيات وتقديم الاستشارات في مجال تكنولوجيا المعلومات، مروراً بخدمات تكامل النظم SI، إلى تخطيط موارد المؤسسات ويقع مقرها في مدينة محمد بن زايد في أبوظبي
- اتصالات نيجيريا
- بروديا للأنظمة
- بيانات:[19] تمت إعادة إطلاق شركة بيانات، وهي التي كلنت على مدى اربعين عاما شعبة المساحة العسكرية في القوات المسلحة سابقاً، كشركة خاصة لخدمات المساحة ورسم الخرائط في عام 2010 [20]
- خزنة
- دامبالا
- دو للاتصالات
- ياه سات
- شركة Space42 الرائدة في مجال تكنولوجيا الفضاء[7]

### صناعة الطيران
- مجمع نبراس العين للطيران
- بياجيو آيروسبيس
- سند
- إس آر تكنيكس
- ستراتا
- شركة الخدمات والحلول التوربينية

### البنية التحتية الرقمية
تضم محفظة "مبادلة" في مجال البنية التحتية الرقمية :
- "آلايند" لحلول مراكز البيانات ومقرها الولايات المتحدة
- شركة "برينستون ديجيتال غروب"
- "سيتي فايبر" في المملكة المتحدة
- "جلوبال كونيكت" الشركة المتخصصة في مجال توفير خدمات الاتصالات عبر الألياف الضوئية وخدمات مراكز البيانات للمؤسسات في شمال أوروبا.

- مجموعة يوندر" العالمية الرائدة في مجال تطوير مراكز البيانات الضخمة
- حصة في المجموعة 42.

## وصلات خارجية
- الموقع الرسمي شركة مبادلة للتنمية
- شركة مبادلة للتنمية وقائمة استثماراتها - موقع زاوية (بالإنجليزية)